# Yusuf Demir
Yusuf Demir (* 2. Juni 2003 in Wien) ist ein österreichischer Fußballspieler. Der Flügelspieler steht bei Galatasaray Istanbul unter Vertrag und ist seit 2021 A-Nationalspieler.

## Karriere

### Verein
Demir begann seine Karriere beim First Vienna FC. Zur Saison 2013/14 wechselte er zum SK Rapid Wien, bei dem er später auch in der Akademie spielen sollte. Im Mai 2019 erhielt Demir einen bis Juni 2022 laufenden Vertrag bei Rapid. Wenige Tage nach der Vertragsverlängerung debütierte er am 31. Mai 2019 im Alter von 15 Jahren, zwei Tage vor seinem 16. Geburtstag, für die Amateure von Rapid in der Regionalliga, als er am 29. Spieltag der Saison 2018/19 gegen den Wiener Sport-Club in der 66. Minute für Ivan Močinić eingewechselt wurde.
Nach zwei Spielen für die Amateure rückte Demir zur Saison 2019/20 in den Profikader von Rapid auf. Im August 2019 erzielte er bei einem 3:0-Sieg gegen den SC Wiener Viktoria sein erstes Tor in der Regionalliga. Im November 2019 stand er schließlich gegen den SK Sturm Graz erstmals im Spieltagskader der Profis von Rapid. Sein Debüt für diese in der Bundesliga gab er im Dezember 2019, als er am 18. Spieltag der Saison 2019/20 gegen den FC Admira Wacker Mödling in der 82. Minute für Thomas Murg eingewechselt wurde. Durch jenen Einsatz wurde zum ersten im Jahre 2003 geborenen Spieler in der Bundesliga; zu jenem Zeitpunkt hatte noch nicht einmal ein Spieler des Jahrgangs 2002 in der Liga gespielt. Zudem wurde er zum jüngsten Spieler des SK Rapid Wien in der Bundesliga.
Zur Saison 2021/22 verlängerte Demir seinen Vertrag mit dem SK Rapid Wien bis zum 30. Juni 2023 und wechselte für 500.000 Euro auf Leihbasis zum FC Barcelona, der anschließend über eine Kaufoption in Höhe von 10 Millionen Euro verfügt. Der Offensivspieler war bei den Katalanen eigentlich für die zweite Mannschaft in der drittklassigen Primera División RFEF eingeplant. Die Sommervorbereitung absolvierte der 18-Jährige mit der ersten Mannschaft von Ronald Koeman. Demir konnte durch gute Leistungen überzeugen, sodass Koeman ihn als „einer der wichtigen Jungen für die erste Mannschaft“ bezeichnete. Im August 2021 debütierte er schließlich am 2. Spieltag gegen Athletic Bilbao in der Primera División. Nach dem Ende der Sommertransferperiode wurde Demir bei der Liga ausschließlich für die erste Mannschaft registriert, weshalb er für die zweite Mannschaft – ohne vorherigen Einsatz – nicht mehr spielberechtigt war. Knapp 3 Wochen später debütierte Demir bei einer 0:3-Niederlage gegen den FC Bayern München als Einwechselspieler in der Champions League und wurde damit nach Hans Krankl der erste Österreicher, der seit über 41 Jahren im Camp Nou für Barça auflief. Unter Koeman kam Demir 5-mal in der Liga zum Einsatz. Unter dem neuen Cheftrainer Xavi, der die Mannschaft Anfang November 2021 übernahm, folgten ein Ligaeinsatz und zwei weitere Champions-League-Einsätze. Ab dem 10. Pflichtspieleinsatz hätte der FC Barcelona die Kaufoption in Höhe von 10 Millionen Euro ziehen müssen. Da der verschuldete Club nicht bereit war, diese Summe zu zahlen, kam Demir nicht mehr zum Einsatz und wurde Ende Dezember 2021 freigestellt, um sich einen neuen Verein zu suchen. Auf den Flügelpositionen setzte Xavi unterdessen auf Ilias Akhomach, Abde Ezzalzouli, Ferran Jutglà und Estanis Pedrola aus dem eigenen Nachwuchs; im Jänner 2022 wurde mit Ferran Torres ein weiterer Spieler für diese Position verpflichtet, auf der im bisherigen Saisonverlauf auch Philippe Coutinho und Memphis Depay sowie die oft verletzten Ousmane Dembélé und Ansu Fati gespielt hatten. Anfang Jänner 2022 kehrte er in das Mannschaftstraining zurück.
Mitte Jänner wurde sein Leihvertrag in Spanien schließlich aufgelöst und er kehrte nach Wien zurück, wo er seinen Kontrakt im Zuge dessen auch bis Juni 2024 verlängerte. Nach seiner Rückkehr kam er zu 19 weiteren Pflichtspieleinsätzen für die Wiener. Demir konnte sich aber weiterhin nicht bei Rapid etablieren und fiel zudem häufig mit kleineren Verletzungen aus.
Im September 2022 verließ er Rapid dann nach neun Jahren schließlich endgültig und wechselte in die Türkei zu Galatasaray Istanbul, wo er einen bis Juni 2026 laufenden Kontrakt unterschrieb. In der Türkei konnte er sich aber nicht durchsetzen, Demir zählte in der Saison 2022/23 trotz türkischer Wurzeln als Ausländer, andere Legionäre erhielten ihm gegenüber den Vorzug. So kam er insgesamt nur fünfmal in der Süper Lig zum Zug. Im August 2023 wurde er dann in die Schweiz an den FC Basel verliehen. Während der Leihe kam er zu elf Einsätzen für Basel in der Super League.

### Nationalmannschaft
Demir spielte zwischen Oktober 2017 und Mai 2018 für die österreichische U15-Auswahl. In acht Spielen erzielte er zehn Tore. Die U16-Mannschaft übersprang er und so kam er im September 2018 gegen Zypern erstmals für die U17-Mannschaft zum Einsatz. In jenem Spiel, das Österreich mit 3:1 gewann, erzielte er auch sein erstes Tor für die U17.
Im September 2020 kam er gegen Albanien zu seinem ersten Einsatz im U21-Team. Im März 2021 wurde er erstmals in den Kader der A-Nationalmannschaft berufen. Sein Debüt im A-Nationalteam gab er im selben Monat, als er in der WM-Qualifikation gegen die Färöer in der 85. Minute für Louis Schaub eingewechselt wurde.
Mit der U19-Auswahl, für die er bis dahin noch nicht gespielt hatte, nahm er 2022 an der EM teil. Während des Turniers debütierte er gegen England im U19-Team. Während des Turniers kam er in allen vier Partien zum Einsatz, mit Österreich schied er aber in der Gruppenphase aus und verpasste anschließend auch die Qualifikation für die WM.

## Erfolg
Mit Galatasaray Istanbul
- Türkischer Meister (2): 2022/23, 2024/25
- Türkischer Fußballpokal: 2024/25

## Leben
Demir wurde in Wien als Sohn türkischer Eltern geboren. Die familiären Wurzeln liegen in der Stadt Trabzon an der türkischen Schwarzmeerküste. Er besitzt die österreichische Staatsbürgerschaft und laut seinem Spielerberater „sieht [er] sich als Österreicher“. Sein Bruder Furkan (* 2004) ist ebenfalls Fußballspieler, tritt aber im Gegensatz zu Yusuf für die Türkei an.